# Peer Borup
Peer Borup (født 2. august 1921, død 6. februar 1944) var en dansk modstandsmand.
Han var stud.pharm. og apotekerlærling i Horsens. Han deltog i modstandsarbejdet i Den tredje Front (Horsens), Frit Danmark og i "Johns gruppe" i Holger Danske (kadet- og studentergruppen HD2) med Svend Otto Nielsen som leder. Fra efteråret 1942 til sin død udgav han illegale blade i Horsens, og han var med i første sabotagegruppe i Sektion L under Region II (Midtjylland).
Han var med til sabotagen af Varde Stålværk den 12. december 1943. 6. februar 1944 blev han dødeligt såret af skud fra Gestapo under en sabotageaktion mod to fabrikker, Aabenraa Motorfabrik (Callesen & Co.) og Hamag Maskinfabrik i Lavgade 30 i Aabenraa. Aktionen omfattede 16 personer, heraf 14 fra HD2, og af dem blev Jørgen Kieler, Flemming Kieler, Klaus Rønholt, Peder Koch og Laura Lund taget af tyskerne. Andre deltagere og hjælpere var Niels Hjorth samt de to Varde-sabotører Viggo Hansen og Jens Jørgensen. Sabotagen mod Hamag lykkedes, idet fem af otte drejebænke blev ødelagt, men aktionen mod Callesen mislykkedes, da sabotagevagterne nåede at tilkalde politiet og siden Gestapo.
Et fotografi af Peer Borup findes i Jørgen Kieler: Resistance Fighter: A Personal History of the Danish Resistance Movement, Jerusalem: Gefen 2007, s. 192.